# Billund
Billund – miasto w Danii (na Półwyspie Jutlandzkim), w regionie Dania Południowa, w gminie Billund. W latach 1970–2006 było siedzibą władz dawnej gminy Billund. Według stanu na 1 stycznia 2024 mieszka w nim 7307 osób.
Prawa miejskie uzyskało w XVIII wieku. Nazwa „Billund” oznacza „gaj z pszczołami”. W 1932 r. Ole Kirk Christiansen założył w mieście firmę Lego, produkującą zabawki – najpierw drewniane, a następnie plastikowe.
Od 1964 r. w mieście funkcjonuje port lotniczy Billund, drugie pod względem liczby obsłużonych pasażerów lotnisko Danii (po porcie lotniczym Kopenhaga-Kastrup).

## Atrakcje turystyczne
- Givskud Zoo[5]
- Lalandia – wodny park rozrywki[6]
- Lego House – muzeum firmy Lego i interaktywne centrum rozrywki[6]
- Legoland Billund – park rozrywki[6]
- Sculpturpark – park rzeźby[7]
- Teddy Bear Art Museum – muzeum pluszowych zabawek[8]
- WOW Park – park linowy[6]

## Osoby związane z miastem
- Godtfred Kirk Christiansen – prezes Lego Group w latach 1958–1986
- Ole Kirk Christiansen – założyciel Lego Group